# Gabriel Seijas
Gabriel Nicolás Seijas (Ranelagh, Buenos Aires, Argentina, 24 de marzo de 1994) es un futbolista argentino. Actualmente juega de mediocampista en Deportivo Armenio de la Primera B.

## Clubes
| Club              | País      | Año         | PJ | Goles |
| ----------------- | --------- | ----------- | -- | ----- |
| Estudiantes LP    | Argentina | 2014 - 2015 | 25 | 3     |
| Atlanta           | Argentina | 2016 - 2019 | 65 | 1     |
| Talleres (RdE)    | Argentina | 2019 - 2020 | 24 | 1     |
| Ituzaingó         | Argentina | 2020 - 2021 | 18 |       |
| Deportivo Armenio | Argentina | 2021 - 2022 | 10 |       |